# Fayet (Aveyron)
Fayet település Franciaországban, Aveyron megyében. Lakosainak száma 236 fő (2022. január 1.). Fayet Brusque, Camarès, Montagnol, Sylvanès és Tauriac-de-Camarès községekkel határos.

## Népesség
A település népességének változása:
| Lakosok száma | 408  | 280  | 253  | 285  | 260  | 264  | 257  | 241  | 238  | 236  |
|               | 1968 | 1982 | 1990 | 2006 | 2013 | 2015 | 2017 | 2019 | 2020 | 2022 |